# Tom Folsom
Tom Folsom (* 1974 in den USA) ist ein US-amerikanischer Autor von Sachbüchern und Biografien sowie Journalist.

## Leben
Folsom machte 1996 einen Abschluss im Fach Journalismus an der University of Georgia und besuchte später auch Vorlesungen an der New York University in New York City. Seit dem Jahre 2009 erschienen drei Bücher über US-amerikanische Persönlichkeiten, von denen das letzte über Dennis Hopper auch ins Deutsche übersetzt wurde.
Folsom erstellte einige Dokumentarfilme, bei denen er sowohl Autor, Regisseur als auch Produzent war. Diese wurden beim Sundance Film Festival gezeigt und vom Privatsender A&E Network und im Kabelfernseh-Netzwerk Showtime ausgestrahlt. Folsom war Gast in Fernsehshows wie der Nachrichtensatire The Daily Show und im Freien Radio, im US-amerikanischen, nichtkommerziellen Hörfunksender National Public Radio (NPR).
Folsom lebt mit seiner Ehefrau, der Autorin und Journalistin Lily Koppel, in Manhattan.

## Veröffentlichungen
- The Mad Ones: Crazy Joe Gallo and the Revolution at the Edge of the Underworld. Weinstein Books, New York City 2009, ISBN 978-1-60286-081-0.
- mit Leroy Barnes: Mr. Untouchable: The Rise, Fall and Resurrection of Heroin’s Teflon Don The Rugged Land, New York City 2007, ISBN 978-1-59071-041-8.
- Hopper: A Journey into the American Dream. HarperCollins, New York City 2013, ISBN 978-0-06-220694-7.
  - deutsch von Teja Schwaner: Dennis Hopper. Die Biographie. Karl Blessing Verlag, München 2013, ISBN 978-3-89667-497-5.[2]